# Dythemis rufinervis
Dythemis rufinervis är en trollsländeart som först beskrevs av Hermann Burmeister 1839.  Dythemis rufinervis ingår i släktet Dythemis och familjen segeltrollsländor. Inga underarter finns listade i Catalogue of Life.